# The Greatest Show on Earth (phim)
The Greatest Show on Earth là một phim điện ảnh Mỹ năm 1952 lấy bối cảnh đoàn xiếc Anh em Ringling và Barnum & Bailey, nhà sản xuất, đạo diễn kiêm người dẫn chuyện Cecil B. DeMille, các diễn viên chính Betty Hutton, Cornel Wilde, Charlton Heston và James Stewart. Phim giành giải giải Oscar cho phim hay nhất.
Bên cạnh các ngôi sao trong phim, những nghệ sĩ thật sự của đoàn Ringling Bros. and Barnum & Bailey's Circus năm 1951 cũng xuất hiện, với hơn 1400 người, hàng trăm con vật, và 60 xe tải đạo cụ và lều bạt.
Mặc dù không được giới phê bình đánh giá thực sự xuất sắc, bộ phim vẫn giành giải Oscar phim hay nhất và vô cùng thành công về mặt doanh thu, chiếm vị trí đầu bảng xếp hạng tại Mỹ và Canada.

## Diễn viên chính
- Betty Hutton - vai Holly
- Cornel Wilde - vai đại Sebastian
- Charlton Heston - vai Brad Braden
- James Stewart - vai anh hề Buttons
- Dorothy Lamour - vai Phyllis
- Gloria Grahame - vai Angel
- Henry Wilcoxon - vai giám sát FBI Gregory
- Lyle Bettger - vai Klaus
- Lawrence Tierney - vai Ông Henderson